# Верба ламка
Верба ламка (Salix fragilis L.) — вид рослин з роду верба.

## Загальна біоморфологічна характеристика

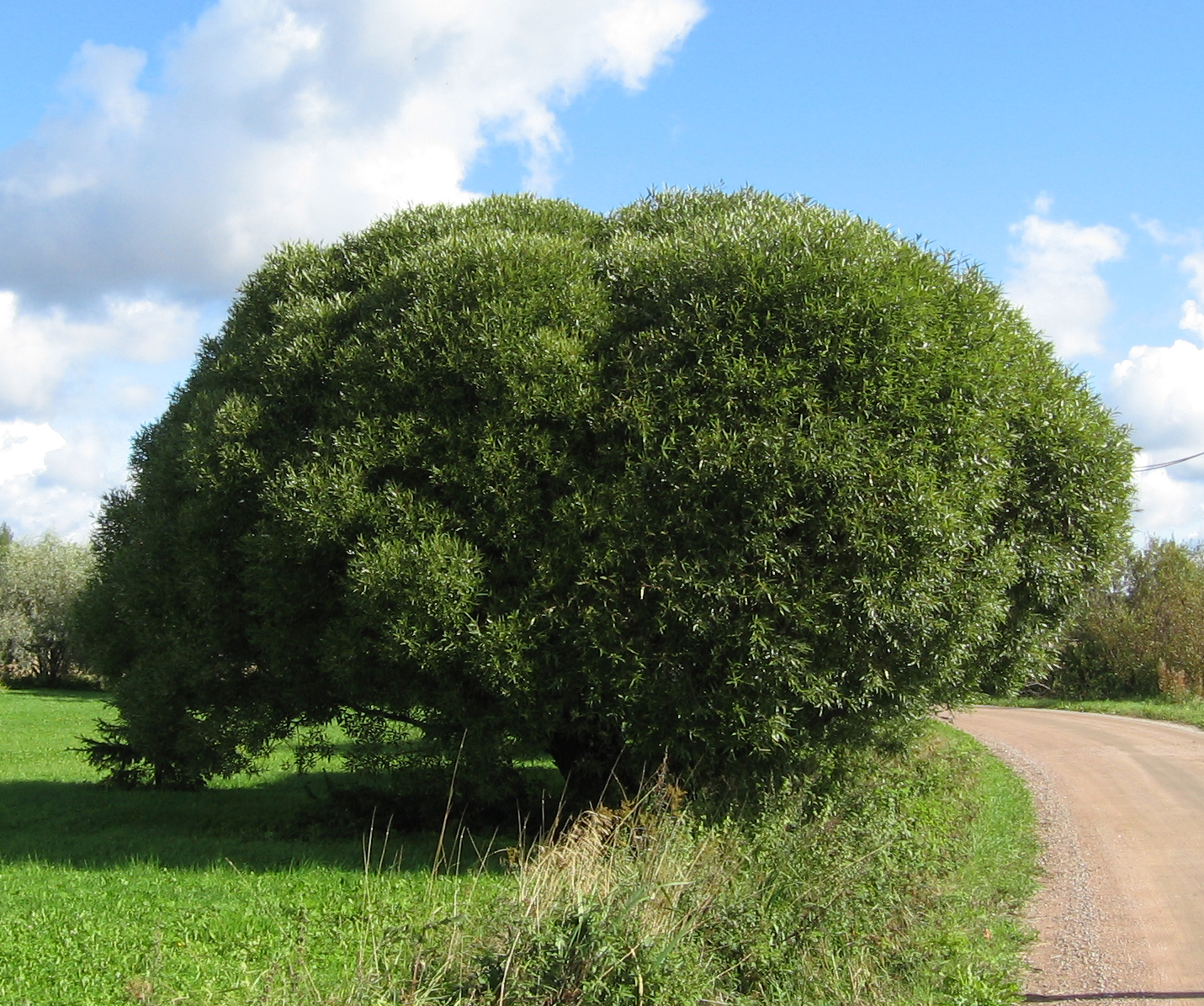
Верба ламка

Дерево (10-20 м заввишки) з сірою глибоко-тріщинуватою корою. Гілки оливково-зелені, при основі легко відламуються. Листки вузько-ланцетні, залозисто-пилчасті, голі, блискучі, довго-загострені, з корою верхівкою. Сережки (5-7 см завдовжки) циліндричні, приквіткові луски жовтуваті. Росте по берегах річок, на вологих луках, у заплавних лісах (D3_5), часто разом з вербою білою. Цвіте у квітні — травні.